# Нерсес III Тайеци
Нерсес III Тайеци (арм. Ներսես Գ Շինող, также известный как Нерсес III Ишхананц, Нерсес III Строитель, неизвестно, Ишхан, Тайк, Марзпанство Армения — 661, Двин) — Католикос всех армян в 641—661 годы.

## Биография
Родился  в селе Ишхан области Тайк. Получив образование в Византии, он поступил там на военную службу. Вернувшись на родину,  был рукоположен в сан священника, а затем рукоположен епископом Тайкским. С одобрения армянского князя и полководца Феодора Рштуни Нерсес  стал католикосом. В период своего патриаршества развернул энергичную деятельность по строительству церквей, за что получил прозвище "Строитель". Отремонтировал церковь Святого Саркиса в Двине, церковь Сурб Аствацацин (Святой Богоматери) в Вагаршапате, монастырь Дзоро в Васпуракане, построил в Хор Вирапе Часовню Св. Григория. Построил в Звартноце Кафедральный собор Св. Григория Просветителя, патриаршие покои и крепостные стены. В 645 году католикос Нерсес III созвал Пятый  Двинский Собор, на котором были приняты 12 канонов. На Шестом Двинском Соборе,  в 648 г. Нерсес III Тайеци и Феодор Рштуни отвергли требование византийского императора Константа II и константинопольского патриарха Павла II принять постановления Халкидонского собора. В 652 году император Констант II  с большой армией вторгся в Армению и,  преследуя оппозиционных армянских священников и священнослужителей,  вновь поднял вопрос об объединении церквей. Для этого в Кафедральном соборе Двина император приказал отслужить  литургию по греческому обряду, во время которой армянские епископы  причастились  Св. Даров вместе с католикосом. В 652 году, когда Теодорос Рштуни освободил Армению от византийцев с помощью арабских войск, Нерсес III Тайеци, избегая столкновения с нахарарами с арабской ориентацией, отправился в Константинополь, ожидая защиты императора.
В конце того же года Нерсес III, разочаровавшись получить в Константинополе содействие своим планам,  вернулся в Армению  и до 659 года пребывал в  родной деревне Ишхан, отстранившись от участия в  политической  жизни страны. После смерти Феодора Рштуни (658) и смягчения арабских угроз он вернулся в Вагаршапат в 659 году и продолжил строительные работы вспомогательных сооружений Звартноца. Во время правления Нерсеса III Тайеци одним из важных событий было Обретение Св. Креста на горе Вараг  и по этому случаю утверждение праздника Св. Варагского Креста (Варага Сурб Хач) (653). В том же месте, на горе Варага, где была обнаружена реликвия креста Иисуса Христа, католикос построил Церковь Сурб Ншан (Св. Знамения). Нерсес III Тайеци был похоронен в северной части Звартноца, в усыпальнице, которую он построил при жизни. Его сменил на патриаршем престоле  Анастас I Акореци (Акорский).

## Строительная деятельность
Ремонт в Двине и Вагаршапате церквей Св. Саркиса и Св. Аствацацин, а также  монастыря Дзоро, в Васпуракане. Построил  Часовню Св. Григория в монастыре Хор Вирап. В 640 - 650-х гг. Нерсес III построил Звартноц -  Кафедральный собор Св. Григория Просветителя (Звартноц иначе называется церковью Св. Григора на песчанике - Арапари Сурб Григор;  расположен в Араратской долине,  в нынешней Армавирской области РА, в 3 км к югу от города Вагаршапат). Поблизости от Кафедрального собора Нерсес III построил патриарший дворец. По словам Мовсеса Каганкатваци, Звартноц был освящен в 652 г. с прилегающим патриаршим престолом и стенами. Нерсес III Тайеци оставил греческую надпись на стене Звартноца: «Помните, это построил Нерсес». О строительстве Звартноца  историк Себеос сообщает: "В это время католикос Нерсес задумал построить себе место жительства вблизи святых церквей, в городе Вагаршапате, на той дороге, по которой, по преданию, царь Трдат (Трдат III Великий (298—330) вышел навстречу св. Григору. Тут же он построил церковь во имя небесных бдящих, тех небесных сил, которые явились во сне
святому Григорию. Церковь он построил высокую, с изумительным великолепием, достойную божественной славы, которой она была посвящена. Он провел туда воду из реки, возделал все каменистые места, посадил виноградники и деревья, и обвел жилое место великолепной и высокой стеной во славу Божию."
Историк Иоанн Мамиконян также рассказывает о вышеупомянутом